# César Garza
César Garza Cantú (* 1. Juli 2005 in San Pedro Garza García) ist ein mexikanischer Fußballspieler, der beim CF Monterrey in der Liga MX unter Vertrag steht und zurzeit als Leihspieler in Schottland beim FC Dundee aktiv ist. Mit der Mexikanischen U20-Nationalmannschaft gewann Garza im Jahr 2024 die CONCACAF Meisterschaft dieser Altersklasse.

## Karriere

### Verein
César Garza wurde in San Pedro Garza García, im mexikanischen Bundesstaat Nuevo León geboren. Garza trat 2017 über das „Rayados en la Mira“-Programm der Jugendakademie von CF Monterrey bei. Am 22. Oktober 2023 gab Garza sein Profidebüt für den Verein bei einem 1:0-Auswärtssieg gegen die UNAM Pumas in der Liga MX, als er in der 75. Minute für Jonathan González eingewechselt wurde. Im November desselben Jahres erzielte Garza sein erstes Tor für Monterrey, als er zum 3:0-Endstand gegen Santos Laguna traf.
Am 22. Dezember 2024 gab der schottische Verein FC Dundee die Unterzeichnung eines einjährigen Leihvertrags mit Garza ab Januar 2025 bekannt.

### Nationalmannschaft
César Garza debütierte im März 2024 in der Mexikanischen U20-Nationalmannschaft gegen Costa Rica. Im Jahr 2024 nahm Garza mit der Mannschaft an der CONCACAF Meisterschaft dieser Altersklasse teil. Dabei kam Garza in sämtlichen Spielen, bis auf das Gruppenspiel gegen Guatemala zum Einsatz. Im Finale bezwang Mexiko die USA mit 2:1 in der Verlängerung. Garza stand dabei über die gesamten 120 Spielminuten auf dem Feld.